# Nikolaj Abakumov
Nikolaj Pavlovič Abakumov (Ljgov, Rusija, 4. ožujka 1882. – Grozni, Rusija, 9. lipnja 1965.) geodet

## Životopis
Polazio je klasičnu gimnaziju u Ostrogorsku, a završio srednju školu i maturirao u Penzi 1901. Nakon toga upisao se na vojno kijevsko učilište koje je završio 1903. Kao časnik službovao je u Taškentu. Sudjelovao je u rusko-japanskom ratu 1904–5. Godine 1910. upisao se na Geodetski odjel Nikolajevske više vojne akademije. Od 1912. do 1914. bio je na praktičnim radovima iz geodezije i astronomije na pulkovskom opservatoriju. Diplomski ispit položio je 1914. te sudjelovao u određivanju razlike duljina Pariz-Pulkovo opažajući u pariškom opservatoriju, ali je prestao zbog Prvoga svjetskog rata u kojem je sudjelovao 1914–18. kao časnik glavnog stožera. U Geodetskoj upravi zaposlio se 1918. kao astronom, a pozvan je predavati Geodeziju na Višem tehničkom institutu u Kijevu. Od 1919. bila su mu povjerena predavanja iz Više geodezije na Geografskom odsjeku Fizikalno-matematičkog fakulteta Kijevskog sveučilišta, a istodobno je predavao Vojnu topografiju na Vojnom učilištu. Iste je godine postao načelnik ukrajinske glavne geodetske uprave. Od 1919. do 1920. sudjelovao je u građanskom ratu, a krajem 1920. napustio je Rusiju. 
U tadašnju Jugoslaviju došao je početkom 1921. i zaposlio se u Astronomsko-geodetskom odsjeku Vojnogeografskog instituta u Beogradu gdje je radio u svojstvu triangulatora na postavljanju i mjerenju triangulacije viših redova u Makedoniji, Crnoj Gori i Srbiji. Sljedeće godine sudjelovao je pri mjerenju bazisa kod Prizrena, Prilepa i Strumice. Bavio se, između ostaloga, pitanjem primjene vojnih topografskih karata za topnička gađanja na velike udaljenosti, te opsežnim studijama Gauß-Krügerove projekcije. Bio je član Povjerenstva za izbor projekcije Generalne direkcije katastra 1924. kada je prihvaćena Gauß-Krügerova projekcija. Godine 1926. sudjelovao je pri određivanju razlike geografskih dužina u okviru Međunarodnoga geodetskog saveza, a sljedeće godine obavljao je astronomske radove u Makedoniji. Na Geodetskom odjelu Tehničkog fakulteta u Zagrebu izabran je u listopadu 1927. za ugovornog redovitog profesora i od tada, pa sve do siječnja 1951. vodio je Katedru za višu geodeziju i astronomiju na tom fakultetu. Predavao je kolegije: Državna izmjera 1927–31, Viša geodezija 1927–51, Sferna astronomija 1927–50, Praktična astronomija 1932–35. i 1945–48, Primijenjena astronomija 1935–44, Pozicijska astronomija 1948–51, Fotogrametrija 1927–42, Kartografija 1928–43. i 1945–47, Matematička kartografija 1948–49, Primijenjena kartografija 1948–50, Geofizika 1948–49. 
Godine 1951. otišao je najprije u Budimpeštu, a zatim u Taškent, gdje je ostao sve do odlaska u mirovinu kada se preselio u Grozni. 
Osim nastavnim radom bavio se i znanstvenim istraživanjima iz područja više geodezije i pozicijske astronomije. Radio je astronomska mjerenja na Zvjezdarnici Hrvatskog prirodoslovnog društva na Popovu tornju u Zagrebu. Prema njegovim stručnim uputama izgrađen je 1937. i opremljen astronomski paviljon u Maksimiru. Tu je učinio prva ispitivanja, a od veljače 1938. do travnja 1939. i opažanja radi određivanja geografske širine. Pribavivši instrumente, učinio je niz određivanja geografske dužine, geografske širine i azimuta u astronomskom paviljonu u Maksimiru i na astronomskoj točki Sljeme izučavajući gibanje polova i otklon vertikala. Osim toga, bavio se opsežnim istraživanjem Jäderinova bazisnog pribora, pri čemu je analizom rezultata mjerenja izveo važan zaključak o sistematskom utjecaju trenja u koloturima. Opsežno je proučavao Gauß-Krügerovu projekciju. Teorijski je promišljao deformacije na fotografskoj ploči snimljenoj iz zrakoplova. Nakon Drugoga svjetskog rata djelovao je kao savjetnik pri organiziranju geodetskih radova. Objavio je oko četrdeset znanstvenih radova. Za uspješan znanstveni rad na polju geodezije i astronomije izabran je 1948. za dopisnog člana Jugoslavenske akademije znanosti i umjetnosti.

## Djela
- Vojenno topografičeskije karti. Ruskij Vojenij vjestnik 1926, N. 440, Belgrad.
- Konformna poprečna policilindrična projekcija (Gauss-Krügerova projekcija meridijanskih zona). Saturn 1935, br. 2, 3, 4, 5-6, djelomično.
- Umjenije čitatj karti. Zemljemjernoje djelo 1937, N. 1, Belgrad.
- Ispitivanje deformacija na fotografskoj ploči, snimljenoj iz aviona, s primjenom Tissotove indikatrise. Geodetski list 1937, 2, str. 84-88; 1940, 3, str. 88-94; 4, str. 113-118.
- Gauss-Krügerova projekcija u primjeni na područje Nezavisne Države Hrvatske. Hrvatska državna izmjera 1942, 5, str. 70-74, Zagreb.
- Sferna astronomija, skripta. Zagreb 1949.
- Viša geodezija, skripta. Zagreb 1949-50.

## Vanjske poveznice
- Abakumov, Nikolaj Pavlovič Hrvatska tehnička enciklopedija, portal hrvatske tehničke baštine. LZMK